# Маріам Альмхейрі
Пані Маріам бін Мохаммед Саїд Хареб Альмхейрі (араб. مريم بنت محمد سعيد حارب المهيري) (1979, Дубаї) — еміратський політик. Міністерка з питань зміни клімату й навколишнього середовища Об'єднаних Арабських Еміратів, голова Офісу з міжнародних справ при Президентові ОАЕ.

## Життєпис
Народилася у 1979 році в Дубаї. Закінчила школу для дівчат Латіфа в Дубаї та Рейнсько-Вестфальський технічний університет Аахена в Німеччині, де здобула ступінь бакалавра та магістра з машинобудування, спеціалізуючись на розробці та проєктуванні.
Після закінчення навчання Алмхейрі приєдналася до Міністерства навколишнього середовища та водних ресурсів Еміратів, де брала участь у Центрі морських досліджень імені Халіфи бін Заїда, Проєкті інтегрованого управління відходами ОАЕ та будівництві низки об'єктів. У 2014 році її призначили директором Департаменту освіти та обізнаності в міністерстві, де вона відповідала за формування національної стратегії підвищення екологічної обізнаності в ОАЕ. У 2015 році Алмхейрі була призначена помічницею заступника міністра з питань водних ресурсів і охорони природи в Міністерстві зміни клімату, після періоду виконувачки обов'язків помічника заступника міністра. З жовтня 2017 року Альмхейрі була державним міністром продовольчої безпеки. У вересні 2018 року вона оголосила про плани щодо «Food Valley», центру харчових технологій в ОАЕ, названого на честь Кремнієвої долини. У січні 2019 року її призначили наглядачем сектору безпеки та закордонних справ Національної експертної програми ОАЕ. У тому ж місяці вона запустила Стратегію продовольчої безпеки ОАЕ, яка складається з п'яти стовпів: диверсифікація джерел імпорту продовольства, дослідження та розробки для збільшення внутрішнього виробництва продовольства, зменшення харчових відходів, дотримання стандартів харчової безпеки та підвищення спроможності ОАЕ реагувати на кризи. Мета стратегії полягає в тому, щоб до 2051 року місце ОАЕ в Глобальному індексі продовольчої безпеки перейшло з 31 на перше місце. Алмхейрі також є членом правління Федерації кінного спорту Еміратів з 2016 року.
У червні 2023 року відвідала Україну, де мала зустріч з Президентом України Володимиром Зеленським.

## Нагороди
- Орден княгині Ольги I ст. (Україна, 4 вересня 2023) — за вагомий особистий внесок у зміцнення міждержавного співробітництва, підтримку державного суверенітету та територіальної цілісності України, популяризацію Української держави у світі[8]